# Hội chứng sợ nói trước đám đông
Hội chứng sợ nói đứng trước đám đông, có tên khoa học là Glossophobia, là nỗi sợ khi phải nói trước nhiều người. Từ glossophobia xuất phát từ tiếng Hy Lạp γλῶσσα glōssa, có nghĩa là lưỡi, và φόβος phobos, sợ hãi hoặc lo sợ. Một số người mắc phải loại ám ảnh cụ thể này, trong khi những người khác có thể còn mắc phải các chứng ám ảnh hoặc rối loạn xã hội. Sợ hãi khi đứng trên sân khấu có thể là một triệu chứng của hội chứng sợ nói trước đám đông.

## Triệu chứng
Các triệu chứng của hội chứng sợ nói trước đám đông có thể bao gồm:
- Lo âu dữ dội trước khi nói trước nhiều người hoặc đơn giản là cảm thấy lo sợ khi suy nghĩ về việc phải giao tiếp bằng lời nói với bất kỳ nhóm người nào
- Hay tránh né các sự kiện tập trung sự chú ý của nhóm nhiều người tham dự
- Trải qua những đau khổ về thể chất, buồn nôn hoặc cảm giác hoảng loạn trong những trường hợp phải đứng trước đám đông.

Garcia-Lopez (2013) đã lưu ý, các triệu chứng khác có thể bao gồm tăng nhịp tim và huyết áp, giãn đồng tử, tăng việc tiết mồ hôi và hấp thu oxy, làm cứng cổ / lưng và khô miệng. Rối loạn không kiểm soát được cũng thường xảy ra và thường xảy ra trước khi ám ảnh bị kích thích. Đôi khi các triệu chứng có thể được giảm nhẹ bằng các thuốc như thuốc chẹn bêta.
Các triệu chứng bằng lời nói của hội chứng này bao gồm giọng nói căng thẳng hoặc run rẩy, và giọng nói tạm dừng hoặc hay ngắt quãng.

## Nghiên cứu
Nhiều người báo cáo rằng các rối loạn của hội chứng này chỉ xuất hiện trong khi thực hiện các bài phát biểu trước công chúng. Một số cá nhân mắc phải hội chứng sợ nói trước đám đông có thể nhảy, biểu diễn trước công chúng, hoặc thậm chí nói (chẳng hạn đóng trong một vở kịch), hoặc hát nếu họ không thể nhìn thấy khán giả. Đồng thời, nếu họ cảm thấy rằng họ đang vào vai một nhân vật khác bản thân họ hoặc có thể pha trộn trong một nhóm (như trong một ca đoàn hoặc ban nhạc) đã được báo cáo cũng làm giảm bớt một số lo lắng gây ra bởi hội chứng sợ nói trước đám đông.
Người ta đã được ước tính rằng 75% tất cả mọi người đều từng trải qua một số mức độ lo lắng / căng thẳng khi nói trước đám đông. Trên thực tế, các cuộc khảo sát đã chỉ ra rằng hầu hết mọi người sợ hãi khi nói trước đám đông hơn là sợ cái chết. Nếu không được điều trị, lo lắng khi nói trước đám đông có thể dẫn đến những ảnh hưởng bất lợi nghiêm trọng đến chất lượng cuộc sống, mục tiêu nghề nghiệp và các lĩnh vực khác. Ví dụ: mục tiêu giáo dục yêu cầu một người có khả năng nói trước nhiều người và điều này khiến những người sợ nói trước đám đông không thể đáp ứng. Tuy nhiên, không phải tất cả những người mắc phải hội chứng sợ nói trước đám đông đều không thể đạt được mục tiêu công việc của họ vì những mục tiêu này có thể không liên quan nhiều đến việc nói trước đám đông, mặc dù các rối loạn của hội chứng này có thể trở nên có vấn đề bởi nó ngăn cản một số cá nhân đạt được hoặc theo đuổi mục tiêu mà họ có thể có.
Một nghiên cứu gần đây được thực hiện bởi Garcia-Lopez, Diez-Bedmar, và Almansa-Moreno (2013) đã báo cáo rằng các sinh viên đã được đào tạo việc thuyết trình trước đám đông có thể đóng vai trò là huấn luyện viên cho các sinh viên khác và giúp họ cải thiện kỹ năng nói trước công chúng.